# Congress Shall Make No Law...
Congress Shall Make No Law... è un album discografico spoken word del cantautore e musicista Frank Zappa, pubblicato postumo nel 2010.

## Il disco
Il disco contiene una testimonianza di Zappa relativa a un discorso fatto il 19 settembre 1985 davanti al United States Senate Committee on Commerce, Science, and Transportation (Comitato del Senato statunitense per commercio, scienze e trasporti). 
Nel discorso Zappa ha criticato il Parents Music Resource Center nato in quel periodo con lo scopo di valutare i prodotti discografici sotto il profilo morale e educativo.

## Tracce
1. Congress Shall Make No Law – 32:46
2. Perhaps in Maryland – 10:54
3. Thou Shalt Have No Other Gods Before Me – 2:56
4. Thou Shalt Not Make Unto Thee Any Graven Image - Any Likeness Of Anything In Heaven Above, Nor In The Earth Beneath, Nor In The Water Under The Earth – 2:31
5. Thou Shalt Not Take The Name Of The Lord Thy God In Vain – 2:26
6. Thou Shalt Keep Holy The Sabbath Day – 2:05
7. Thou Shalt Honor Thy Father And Thy Mother – 2:21
8. Thou Shalt Not Kill – 2:06
9. Thou Shalt Not Commit Adultery – 0:55
10. Thou Shalt Not Steal – 0:39
11. Thou Shalt Not Bear False Witness Against Thy Neighbor – 1:48
12. Thou Shalt Not Covet The House Of Thy Neighbor, The Wife Of Thy Neighbor, Nor His Male Servant, Nor His Female Servant, Nor His Ass, Nor Anything That Belongs To Thy Neighbor – 1:13
13. Reagan At Bitburg Some More – 1:10